# Kolarovo (distrikt i Bulgarien, Stara Zagora)
Kolarovo (bulgariska: Коларово) är ett distrikt i Bulgarien.   Det ligger i kommunen Obsjtina Radnevo och regionen Stara Zagora, i den centrala delen av landet, 200 km sydost om huvudstaden Sofia.
Trakten runt Kolarovo består till största delen av jordbruksmark. Runt Kolarovo är det ganska tätbefolkat, med 120 invånare per kvadratkilometer.